# Religioni in Georgia
La religione più diffusa in Georgia è il cristianesimo. Secondo i dati del censimento del 2014, i cristiani rappresentano l'87,3% della popolazione e la maggioranza di essi sono ortodossi; la seconda religione è l'islam, seguita dal 10,7% della popolazione; lo 0,3% della popolazione segue altre religioni, lo 0,5% della popolazione non segue alcuna religione e l'1,2% della popolazione non specifica la propria affiliazione religiosa. Una stima del 2015 dell'Association of Religion Data Archives (ARDA) dà i cristiani all'85% circa della popolazione, i musulmani al 10,4% circa della popolazione, coloro che seguono altre religioni allo 0,8% circa della popolazione e coloro che non seguono alcuna religione allo 0,4% circa della popolazione, mentre il 3,4% circa della popolazione non specifica la propria affiliazione religiosa.

## Religioni presenti

### Islam
I musulmani della Georgia si dividono in due gruppi di quasi uguale consistenza: i musulmani di etnia georgiana sono sunniti e sono localizzati vicino al confine con la Turchia, mentre quelli di etnia azera sono sciiti e sono localizzati vicino al confine con l'Azerbaigian.

### Altre religioni
In Georgia sono presenti gruppi di seguaci dell'ebraismo, del bahaismo, dello yazidismo e dell'induismo. Vi sono anche piccolissimi gruppi di seguaci del neopaganesimo.